# Marin Fuzul
Marin Fuzul, hrvatski pjesnik iz Bibinja. Piše na mjesnom bibinjskom narječju. Pjesma Pismo ratnika 2015 mu je uvrštena u završnu večer ' Stina pradidova' hrvatske pjesničke manifestacije domoljubne pjesme 'Stijeg slobode II.', Knin - Pakoštane 2016. Pjesme su mu objavljene na stranicama Hrvatskog fokusa. Sudionik večeriju domoljubne poezije i Večeri dalmatinske beside u Bibinju.

## Vanjske poveznice
- R.I.: “PISMO IZ MAČKOGRADA” Marin Fuzul napisao pjesmu u spomen na pokojnog mačka, kalelarga.info, 2. siječnja 2016.